# Klein Priebus
Klein Priebus, obersorbisch Přibuzkⓘ, oberlausitzisch Klee Priebs, ist ein an der Lausitzer Neiße gelegener Ortsteil der sächsischen Gemeinde Krauschwitz. Er liegt am Ostrand des offiziellen sorbischen Siedlungsgebiets in der Oberlausitz.

## Geographie

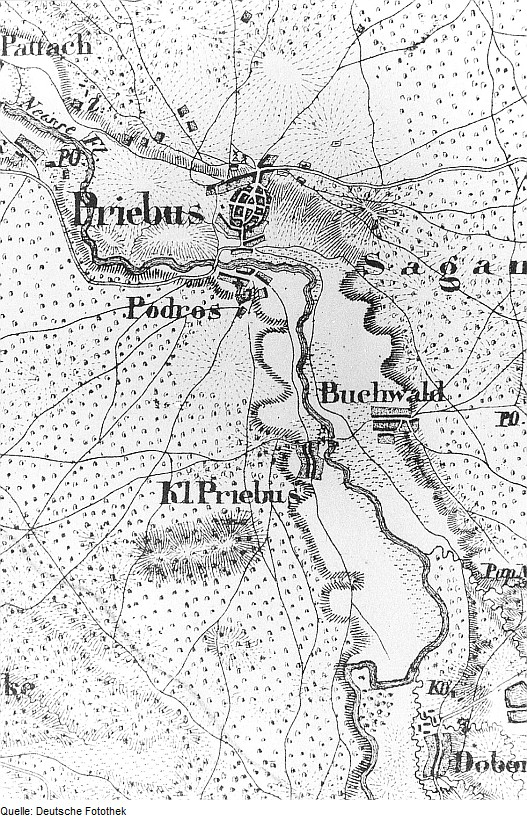
Lage von Priebus und Klein Priebus

Das Gassendorf ist der südöstlichste Ortsteil der Gemeinde und liegt 3,5 Kilometer südlich des polnischen Ortes Przewóz (Priebus). Die nächsten Orte entlang der sächsische Staatsstraße 127 sind Podrosche im Norden und Steinbach im Süden. Östlich von Klein Priebus liegt am polnischen Neißeufer die Ortschaft Bucze (Buchwalde), im Westen hingegen schließt sich der Truppenübungsplatz Oberlausitz an.

## Geschichte
Der Ort wird 1382 erstmals in einem Görlitzer Gerichtsbuch genannt, als der Richter in minore Prebuschin Erwähnung findet. 1521 wird der Ort als Pribeßgen urkundlich erwähnt. Bereits 1382 erfolgt mit dem lateinischen minore eine Nennung mit Namenspräfix, im Jahr 1552 dann die deutsche Entsprechung mit Klein Pribiß. Zu dieser Zeit gehört der Ort bereits zur Standesherrschaft Muskau. Im Jahr 1668 erfolgt der Wechsel von der Parochie Priebus zur Parochie Podrosche.
Nach dem Wiener Kongress muss Sachsen im Jahr 1815 den östlichen Teil der Oberlausitz an Preußen abtreten. In der Folge wird der Ort dem Landkreis Rothenburg (Ob. Laus.) zugeordnet.

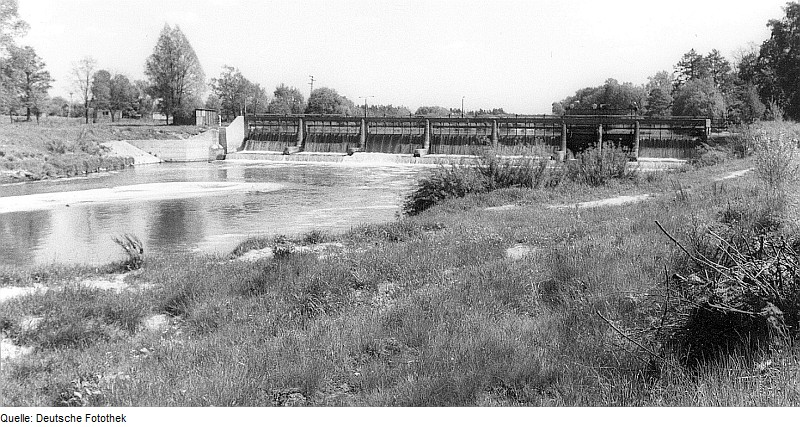
Neißewehr (1987)

Anfang des zwanzigsten Jahrhunderts entwickelt sich der Ort zu einem Industriedorf. Beim Bau der Kleinbahn Horka–Rothenburg–Priebus, die gegenüber Klein Priebus durch das rechtsneißische Buchwalde führt, wird die Kleinpriebuser Papiermühle mit einem Nebengleis über die Neiße daran angeschlossen. 1938 erfolgt die Eingemeindung nach Buchwalde. Nach dem Zweiten Weltkrieg liegt Buchwalde als Folge der stalinistischen Westverschiebung Polens im polnisch verwalteten Territorium. Klein Priebus wird dadurch 1945 wieder eine eigenständige Gemeinde, in die die nördlich gelegenen Orte Podrosche und Werdeck am 1. Juli 1950 eingemeindet werden.
Mit der Verwaltungsreform 1952 in der DDR wird die Gemeinde dem Kreis Weißwasser zugeordnet.
Am 1. Januar 1994 schließen sich die Gemeinden Krauschwitz, Sagar, Skerbersdorf, Pechern und Klein Priebus zur Einheitsgemeinde Krauschwitz zusammen. Mit 181 Einwohnern ist die Gemeinde Klein Priebus die kleinste, mit 42,6 km² die flächenmäßig größte Vorgängergemeinde.

### Bevölkerungsentwicklung
| Jahr | Einwohner |
| ---- | --------- |
| 1825 | 135       |
| 1871 | 148       |
| 1885 | 161       |
| 1905 | 219       |
| 1910 | 261       |
| 1925 | 227       |
| 1946 | 276       |
| 1950 | 492       |
| 1964 | 384       |
| 1990 | 180       |
| 1993 | 181       |
| 2002 | 138       |
| 2009 | 123       |

Im Jahr 1552 werden für Klein Priebus acht besessene Mann und ein Häusler genannt. 225 Jahre später ist eine leichte Steigerung zu verzeichnen, denn 1777 wirtschaften acht besessene Mann, ein Gärtner und vier Häusler in Klein Priebus.
Der Ort hat ein kontinuierliches aber langsames Bevölkerungswachstum. Von den 135 Einwohnern im Jahr 1825 bis zu den 276 Einwohnern im Oktober 1946 ist zwar eine Verdopplung der Zahl über einen Zeitraum von 120 Jahren festzustellen, jedoch gehört der Ort weiterhin zu den kleineren in der Region. Durch die Eingemeindungen von Podrosche und Werdeck im Jahr 1950 steigt die Zahl zwar auf fast 500, fällt in den folgenden Jahrzehnten jedoch auf ein reichliches Drittel dieses Wertes im Jahr 1990 ab.
Als Arnošt Muka in den 1880ern eine Statistik über die Sorben in der Lausitz aufstellt, untersucht er Klein Priebus nicht, da der Ort leicht außerhalb der sorbischen Sprachgrenze liegt.